# Andorranische Basketballnationalmannschaft der Damen
Die andorranische Basketballnationalmannschaft der Damen vertritt Andorra im internationalen Basketball und wird vom andorranischen Basketballverband (katalanisch Federació Andorrana de Basquetbol) organisiert.
Bisher konnte sich die Mannschaft noch zu keinem größeren internationalen Wettbewerb qualifizieren.

## Abschneiden bei internationalen Wettbewerben

### Olympische Spiele
| - keine |

### Weltmeisterschaften
| - keine |

### Europameisterschaften
| - keine |

## Kader
Eine Übersicht des Kaders findet sich beispielsweise in der englischsprachigen Fassung dieses Artikels oder auf dem Internetportal eurobasket.com (s. Abschnitt Weblinks).